# 787
Năm 787 là một năm trong lịch Julius.